# NGC 5135
NGC 5135 је спирална галаксија у сазвежђу Хидра која се налази на NGC листи објеката дубоког неба.
Деклинација објекта је - 29° 50' 1" а ректасцензија 13h 25m 44,0s. Привидна величина (магнитуда) објекта NGC 5135 износи 12,0 а фотографска магнитуда 12,8. NGC 5135 је још познат и под ознакама ESO 444-32, MCG -5-32-13, IRAS 13229-2934, PGC 46974.